# ラスカンボニ軍
ラスカンボニ軍（あるいは単にラスカンボニ, Raskamboni）はソマリアの軍閥。母体は2007年にハッサン・トゥルキーがラスカンボニ旅団（Ras Kamboni Brigades）として設立した。ラスカンボニ旅団は2010年にトゥルキーと共にアル・シャバブと合併し消滅したが、その一部がアフメド・モハメド・イスラム（通称マドベ）を筆頭にラスカンボニ運動（Raskamboni movement, Raskamboni front）を名乗って分裂した。その後ラスカンボニ運動はソマリア暫定連邦政府への参加を表明し、現在ソマリア南部の有力都市キスマヨを支配、今はソマリア政府軍の扱いで連邦の一翼を担っている。

## 歴史

### 誕生、キスマヨを巡る駆け引き
ハッサン・トゥルキーはソマリア南部のイスラーム武装勢力イスラム法廷会議の幹部の一人だった。トゥルキーは一軍を率い、2006年にソマリア南部の有力都市キスマヨを占領した。しかし間もなく隣国エチオピアの援助を受けたソマリア暫定連邦政府軍の攻撃を受け、2007年1月1日にキスマヨから撤退した。その後、イスラム法廷会議は弱体化し、いくつかの軍閥に分裂した。
トゥルキーは2007年、ソマリア南端の町ラス・カンボニで軍閥・ラスカンボニ旅団を設立した。2008年8月、ラスカンボニ旅団は、若手主体のイスラーム武装勢力アル・シャバブと共同で、ソマリア南部の有力都市キスマヨを占領した（2008年のキスマヨの戦い）。以後は拠点をキスマヨに置いた。
キスマヨの行政主導権は、主にアル・シャバブが握った。トゥルキーはそれに対抗するため、2009年1月、他の3つのイスラム法廷会議由来の軍閥と連合し、ヒズブル・イスラムを設立した。ただし、ヒズブル・イスラムは一まとまりの組織というより、4軍閥の軍事同盟に近く、その後もラスカンボニ旅団はトゥルキーの指導で独立して行動した。
アル・シャバブは当初こそ、キスマヨをラスカンボニ旅団・地元勢力との3者連携で運営していたが、次第に支配力を強化していった。そのため、2009年9月にはラスカンボニ旅団はキスマヨから撤退し、トゥルキーはアル・シャバブの対応に抗議の意思を示している。その後、ラスカンボニ旅団はアルシャバブに勝利してキスマヨの一部に拠点を取り戻し、その後はラスカンボニ旅団とアルシャバブの対立が続いた。

### アルシャバブとの連携、分裂
2010年2月、ラスカンボニ旅団の指導者トゥルキーは、ヒズブル・イスラムを脱退、アルシャバブと和解し、キスマユをアルシャバブと共同統治することにした。ただしヒズブル・イスラムのリーダーアウェイスは、脱退したのはトゥルキーとその取り巻きだけであり、ラスカンボニ旅団の主体はヒズブル・イスラムに留まっている旨と発表する。ラスカンボニ旅団でヒズブル・イスラム残留組の筆頭がアフメド・モハメド・イスラム（通称マドベ）だった。以後、ラスカンボニ軍と言えば、マドベが率いる一軍を指すようになり、名称も「ラスカンボニ運動」と呼ばれるようになった。
2010年4月、マドベ率いるラスカンボニ軍の一派がヒズブル・イスラムを脱退したと報じられた。5月19日にはラスカンボニ軍自身により、ヒズブル・イスラム脱退とソマリア暫定連邦政府への参加が正式に表明された。その時、ラスカンボニ軍はキスマヨ北西の町、ドブレイの付近にあり、翌5月20日にはソマリア政府軍と共同してアルシャバブからドブレイを占拠した。
以後もラスカンボニ軍は独立した軍閥であり続けるが、報道では「ソマリア政府軍」として扱われることが多くなる。2011年10月、ラスカンボニ軍はソマリア政府軍と共同して、アルシャバブが支配するソマリア南西の町アフマドゥを占拠し、アルシャバブからのキスマヨの奪還を予告する。もっとも、この時はまだ一進一退であり、11月にはアルシャバブにドブレイ取り返されている。2012年2月、ラスカンボニ軍はバダデ（Badhadhe）を占拠。
9月17日にはキスマヨの西60kmにあるビルタ・デール（Birta Dheer）を占拠した。9月28日にアルシャバブはキスマヨから撤退し、ソマリア政府軍（ラスカンボニ軍を含む）、さらに協力者のケニア軍がキスマヨを占拠した。その後は多少混乱があったが、ソマリア政府軍のキスマヨ統治が確定した。そして、ラスカンボニ軍の指導者マドベがキスマヨの政治指導者となった。

### 政府と地元の思惑のずれ
2012年8月までソマリア政府は暫定政府の扱いだったが、9月に選挙で大統領が選ばれ、10月には首相が選ばれ、11月に内閣が発足して、外国からも認められる正式政府となった。
12月27日にキスマヨに政府要人が訪れ、ラスカンボニ軍指導者であり、キスマヨの政治指導者でもある、マドベらが応対している。ただしマドベは、今後はキスマヨを中心とするソマリア南部をジュバランドとして高度な自治地域にするよう要望しており、ソマリア中央と南部とで、再び亀裂が生じることも懸念されている。